# Coalition des alternatives africaines dettes et développement
La Coalition des alternatives africaines Dettes et développement (CAD-Mali) est un réseau d’organisations de la société civile malienne regroupant des organisations syndicales, des associations et des ONG. Elle s’inscrit dans le mouvement altermondialiste en proposant des alternatives aux politiques mondialistes néolibérales.
La CAD-Mali organise le Forum des peuples, manifestation annuelle altermondialiste au Mali. La CAD-Mali a également organisé du 30 novembre au 4 décembre 2005 le Sommet Alternatif Citoyen Afrique France, contre sommet du sommet France-Afrique regroupant les chefs d’État français et africains à Bamako.
Barry Aminata Touré est présidente et Samba Tembely est secrétaire permanent de l’organisation.